# ایتیز
اِیتیز (به کره‌ای: 에이티즈، به انگلیسی: Ateez) یک گروه پسرانهٔ اهل کره جنوبی است که تحت نظر کی‌کیو اینترتینمنت فعالیت می‌کند. این گروه از هشت عضو تشکیل شده‌است: هونگ‌جونگ، سونگ‌هوا، یون‌هو، یوسانگ، سان، مینگی، وویونگ و جونگ‌هو. آن‌ها در ۲۴ اکتبر ۲۰۱۸ و با انتشار آلبوم «Treasure EP.1: All to Zero» شروع به‌کار کردند. آن‌ها به عنوان گروه تازه‌کار، جایزه نسل بعدی را در مراسم گلدن دیسک اواردز ۲۰۱۹ دریافت کردند و در جوایز موسیقی آسیایی (MAMA) ۲۰۱۹ و ۲۰۲۰ به‌عنوان انتخاب طرفداران سراسر جهان انتخاب شدند. ایتیز توسط وزارت فرهنگ، ورزش و گردشگری کره به عنوان «رهبران نسل چهارم» لقب گرفتند. آن‌ها سفیران رسمی جهانی فرهنگ و گردشگری کره هستند و رسانه‌های کره‌ای اغلب از ایتیز به عنوان «آیدل‌های پرفرمنس جهانی» یاد می‌کنند.

## اعضا
| نام           | هانگول | زادروز         | موقعیت                            | منبع   |
| ------------- | ------ | -------------- | --------------------------------- | ------ |
| کیم هونگ-جونگ | 김홍중 | ۷ نوامبر ۱۹۹۸  | لیدر، رپرکمکی، ترانه‌سرا، آهنگ ساز | [ ۷ ]  |
| پارک سونگ-هوا | 박성화 | ۳ آوریل ۱۹۹۸   | خواننده، ویژوال، بزرگ‌ترین عضو     | [ ۸ ]  |
| جونگ یون-هو   | 정윤호 | ۲۳ مارس ۱۹۹۹   | رقاص اصلی، خواننده                | [ ۹ ]  |
| کانگ یو-سانگ  | 강여상 | ۱۵ ژوئن ۱۹۹۹   | خواننده کمکی، رقاص کمکی، ویژوال   | [ ۱۰ ] |
| چوی سان       | 최산   | ۱۰ ژوئیهٔ ۱۹۹۹  | خواننده کمکی، رقاص                | [ ۱۱ ] |
| سونگ مین-گی   | 송민기 | ۹ اوت ۱۹۹۹     | رپر اصلی، رقاص کمکی، ترانه‌سرا     | [ ۱۲ ] |
| جونگ وو-یونگ  | 정우영 | ۲۶ نوامبر ۱۹۹۹ | رقاص اصلی، خواننده کمکی، ویژوال   | [ ۱۳ ] |
| چوی جونگ-هو   | 최종호 | ۱۲ اکتبر ۲۰۰۰  | خوانندهٔ اصلی، کوچک‌ترین عضو        | [ ۱۴ ] |

## ترانه‌شناسی

### آلبوم‌های استودیویی
- (۲۰۱۹) Treasure EP.Fin: All to Action
- Treasure EP.Extra: Shift the Map (۲۰۱۹)

### آلبوم‌های چندآهنگه
- Treasure EP.1: All to Zero (۲۰۱۸)
- Treasure EP.2: Zero to One (۲۰۱۹)
- Treasure EP.3: One to All (۲۰۱۹)
- Treasure Epilogue: Action to Answer (۲۰۲۰)
- Treasure EP.Map to Answer (۲۰۲۰)